# Royal Engineers Association Football Club
O Royal Engineers Association Football Club é uma equipe de futebol fundada em 1863, representando o Royal Engineers, "Sappers", do Exército Britânico. Na década de 1870 era um dos clubes mais fortes do futebol inglês, vencendo a FA Cup em 1875 e foi finalista em quatro dos oito primeiras temporadas da competição.
O Engineers eram os pioneiros do "combination game", onde os companheiros de times passavam a bola ao invés de chutar a frente e correr em direção ao gol.

## História
O clube foi fundado em 1863, sob a liderança do Major Francis Marindin.

### Combination Game
Sir Frederick Wal, que foi secretário da Football Association 1895-1934, declarou em suas memórias que o "combination game" foi primeiro usado pelo Royal Engineers A.F.C. no começo da década de 1870. Wall disse que o "Sappers movia em uníssono" e mostrava "as vantagens do conjunto sobre o velho estilo do individualismo".
Relatos de partida contemporâneos confirmam que o passe era uma habilidade tradicional do estilo do Engineers. Um relato de 1869 dizia que "funcionavam bem em conjunto" e "descobriram o segredo do sucesso no futebol"; enquanto seus oponentes tiveram "uma dolorosa falta de cooperação". Em fevereiro de 1871 contra o Crystal Palace, relata-se que "o Ten. Mitchell fez uma boa corrida pela esquerda e passou a bola para Lieu. Rich, que correu pelo meio, fez outro [gol]". Em março de 1871 contra o Wanderers a vitória devia-se a "irrepreensível organização" e em particular a ambos ataques e defesa que estavam ambos "tão bem organizados". Contra os mesmos oponentes em novembro de 1871, dois gols vieram de passes: Betts para Currie, e Barker para Renny-Tailyour. Em fevereiro de 1872, contra a Westminster School, o Engineers "jogou em conjunto de forma bonita" e Westminster usou um defensor extra para ajudar na defesa.

### Turnê de 1873
O Royal Engineers foi o primeiro time a sair em turnê, para Nottingham, Derby e Sheffield em 1873. As memórias de Wall dizem que nesta turnê, o "combination game" foi introduzido para Sheffield e Nottingham.

### FA Cup
Jogaram na primeira final da FA Cup, perdendo por 1-0 no Kennington Oval no dia 16 de março de 1872, para o tradicional rival Wanderers. Perderam também na final de 1874 para o Oxford University A.F.C..
O maior triunfo foi a conquista da FA Cup 1874–75. Na final de 1875 contra o Old Etonians, empataram em 1-1 com um gol de Renny-Tailyour e venceram no jogo extra por 2-0 com um gol de Renny-Tailyour e um de Stafford.
O time vencedor foi:
- Capt. W. Merriman; Ten. G.H. Sim; Tenente G.C. Onslow; Ten. R.M. Ruck; Ten. P.G. von Donop; Ten. C.K. Wood; Ten. H.E. Rawson; Ten. R.H. Stafford; Lt. H. W. Renny-Tailyour; Lt. A. Mein; and Lt. C. Wingfield-Stratford.

A última final de FA Cup deles foi em 1878, perdendo novamente para o Wanderers. Participaram pela última vez na FA Cup 1882–83, perdendo de 6-2 na quarta fase para o Old Carthusians F.C..

## Honras
- Campeão da Copa da Inglaterra: 1875
- Finalista da Copa da Inglaterra: 1872, 1874, 1878
- FA Amateur Cup: 1908

## Jogadores convocados para a Seleção

### Inglaterra
Os seis jogadores atuaram pela Inglaterra enquanto jogavam pelo Royal Engineers A.F.C. (entre parênteses, o número de jogos pela seleção enquanto estavam no Royal Engineers):
- Horace Barnet (1 jogo)
- Alfred Goodwyn (1 jogo)
- Herbert Rawson (1 jogo)
- Bruce Russell (1 jogo)
- Pelham von Donop (2 jogos)
- Cecil Wingfield-Stratford (1 jogo)

Vários ex-jogadores do time representaram a seleção nacional.

### Escócia
Os seguintes jogadores jogaram pela Escócia.

- John Edward Blackburn (1 cap)
- Henry Renny-Tailyour (1 cap)